# Nesophontes edithae
Nesophontes edithae — вид ссавців з родини Nesophontidae. Комахоїдний та нічний вид. Це був найбільший вид Nesophontes.

## Етимологія
Вид названо 
| | на честь дружини автора, Едіт І. Антоні (англ. Edith I. Anthony), яка знайшла перший череп і звернула увагу на присутність тварини |
| — Beolens, B.; Watkins, M.; Grayson, M. The eponym dictionary of mammals. — Baltimore : JHU Press, 2009. — С. 121. — ISBN 0801893046. | |

## Проживання
Цей вид був ендеміком Пуерто-Рико та Американських Віргінських островів.

## Загрози та охорона
Останні вуглецеві данні від викопного матеріалу, дозволяють припустити, що вони збереглися до сучасної епохи і їх зникнення пов'язане з прибуттям європейських поселенців. Ввезені пацюки є найбільш імовірною причиною зникнення виду.